# أكينو واتانابي
أكينو واتانابي (渡辺明乃 واتانابي أكينو) هي مؤدية أصوات يابانية ولدت في 18 نوفمبر 1982 في فوناباشي، تشيبا.

## أدوارها في الأنمي

### مسلسلات أنمي تلفزيونية
- سول إيتر - ليز تومبسون
- كود غياس: لولوش الثائر - فيليتا نو/تشيغوسا, سوزاكو كوروروغي (أيام الطفولة)
- كود غياس: لولوش الثائر R2 - فيليتا نو، أليسيا لوماير، سوزاكو كوروروغي (أيام الطفولة)
- تو لاف-رو - ريتو يوكي/ريكو يوساكي
- فانتوم: ريكوييم فور ذا فانتوم - ليزي غارلاند
- غوين ساغا - أمنيليس
- إيكي توسن - ريوفو هوسين
- إيكي توسن Dragon Destiny - ريوفو هوسين
- إيكي توسن Great Guardians - ريوفو هوسين
- إيكي توسن XTREME XECUTOR - ريوفو هوسين
- شاكوغان نو شانا - تيامات
- شاكوغان نو شانا II - تيامات
- شاكوغان نو شانا III(فاينل) - تيامات
- ناباري نو أو - سارابا
- ويتش هنتر روبن - روبن سينا
- إيداتين جمب - ورد
- ديث نوت - هال ليدنر
- ناروتو - تايويا
- ناروتو شيبودن - تايويا
- كلايمور - فيرونيكا، تابيثا
- المعلم الساحر نيغيما! - تشاتشامارو كاراكوري
- نيغيما!؟ - تشاتشامارو كاراكوري
- باكوريتسو تنشي - جو
- باندورا هارتس - ليو
- كيشين تايسن جيجانتيك فورميولا - أمال
- دانس إن ذا فامباير باند - نيرا
- ساندز أوف ديستراكشن - كاين
- كوراو فانتوم ميموري - ميكا
- كروس غيم - ميدوري كوغانيزاوا
- إندكس معينة خاصة بالسحر - شيري كرومويل
- إندكس معينة خاصة بالسحر II - شيري كرومويل
- بوكيمون بلاك/وايت - تريب
- بوكيمون إكس/واي - مالفا، هنري
- أختي لا يمكن لها أن تكون بهذه الظرافة - يوشينو كوساكا
- أختي لا يمكن لها أن تكون بهذه الظرافة. - يوشينو كوساكا
- فريزينغ - يومي كيمو
- غوسيك - ميلدريد
- ماريا هوليك - أيانو إنجوجي
- ماريا هوليك ألايف - أيانو إنجوجي
- صاحب التعاويذ الأزرق - رين أوكومورا (أيام الطفولة)
- غيلتي كراون - غاي تسوتسوغامي (أيام الطفولة)
- فيت/زيرو - ناتاليا كامينسكي
- ماغي: The Labyrinth of Magic - زينب
- ماغي: The Kingdom of Magic - زينب
- فري! - غو ماتسوؤوكا، رين ماتسوؤوكا (أيام الطفولة)
- فري! Eternal Summer - غو ماتسوؤوكا
- هجوم العمالقة - هيتش
- ما وراء الحدود - شيزوكو نينوميا
- سبيس داندي - كراشر غيرل
- كوتورا-سان - آكي تسوكينو
- المحقق كونان - يايوي ياجيما (النقطة العمياء في المنزل المشترك)
- أكاديميتي للأبطال - إيزوكو ميدوريا (أيام الطفولة)
- كاردفايت!! فانغارد - كيو ياهاغي
- كاردفايت!! فانغارد (2018) - كيو ياهاغي
- غولدن كاموي - شيكاباسي

### أوفا أنمي
- المعلم الساحر نيغيما!: الربيع - تشاتشامارو كاراكوري
- المعلم الساحر نيغيما!: الصيف - تشاتشامارو كاراكوري
- المعلم الساحر نيغيما!: الجناح الأبيض ALA ALBA - تشاتشامارو كاراكوري
- المعلم الساحر نيغيما!: عالم آخر - تشاتشامارو كاراكوري
- شاكوغان نو شانا S - تيامات
- سينت سيا: ذا لوست كانفاس - كانسر مانيغولد (أيام الطفولة)
- سوبرنتشرل ذي أنيميشن - ريسا

### أفلام أنمي
- كاردفايت!! فانغارد: نيون ميسايا - كيو ياهاغي
- فري! تايمليس ميدلي - غو ماتسوكا
- فري! تيك يور ماركز - غو ماتسوكا

## أدوارها في ألعاب الفيديو
- سلسلة ألعاب ستريت فايتر
  - ستريت فايتر IV - روز
  - سوبر ستريت فايتر IV - روز
  - سوبر ستريت فايتر IV آركيد إديشن - روز
  - ألترا ستريت فايتر IV - روز
- تيلز أوف ريبرث - ماو
- تيلز أوف فرسس - ماو
- زينوبليد كرونيكلز - شارلا
- ناروتو شيبودن: ألتيميت نينجا ستورم ريفولوشن - تايويا
- ناروتو شيبودن: ألتيميت نينجا ستورم 4 - تايويا

## أدوارها في الدبلجة اليابانية
- غلي - بيكي جاكسون
- ماي ليتل بوني: فرندشيب إز ماجيك - غيلدا
- دامو ستحيل - موني

## وصلات خارجية
- أكينو واتانابي على موقع IMDb (الإنجليزية)
- أكينو واتانابي على موقع ميوزك برينز (الإنجليزية)
- أكينو واتانابي على موقع قاعدة بيانات الفيلم (الإنجليزية)
- أكينو واتانابي على موقع ANN person (الإنجليزية)